# Межетчинская волость
Межетчинская волость — до XIX века Радиловская, дворцовая волость Можайского, затем Медынского уезда. Центр — село Радилово (Илово), позже село Межетчино. В настоящее время от сел и деревень Межетчинской волости сохранились:
- деревни Козлаково, Михали (раньше Михалёво), Лысково, Межетчина, Михайловское, Орлово, Рябики Износковского района Калужской области.
- деревни Теплихово Тёмкинского района Смоленской области

## История
Центр Радиловской волости, государево дворцовое село Радилово было уничтожено в начале XVII века, в Смутное время. Вместе с ним погибла и церковь в имя Великомученика Георгия. В 1630 году пустовая церковная земля на месте села отдавалась в оброк крестьянам деревни Котово Радиловской волости.
В 1644 году Радиловская волость упоминается в составе Можайского уезда. В 1711 году снова называется среди волостей Можайского уезда.

## Состав
В 1891 году Межетчинская волость включает в себя:
- село Азарово?
- деревня Акиньшина
- деревня Барышенки
- деревня Беспутино
- сельцо Васильково
- деревня Горки? (при ней земская школа)
- деревня Григорово
- деревня Дарьино
- деревня Жиговоловка
- деревня Запрягаево
- духовное село Илово (при нём церковная школа)
- сельцо Карцево
- деревня Козлаково
- село Лысково
- деревня Ляхово (Орлицы)
- село Матрёнино (при нём гражданская школа)
- село Межетчино  (при нём земская школа)
- село Михайловское
- деревня Михалёво
- деревня Мочальники
- деревня Назарьево
- деревня  Орлово
- сельцо Прокшино
- деревня Рябики
- хутор Солопы
- деревня Сорокино
- деревня Станки (Тихачёво), при ней гражданская школа)
- деревня Теплихово
- деревня Хмельницы